# Kara Miller
Kara Miller là người sáng lập ra Lifestylista. Cô là một chuyên gia về Sức khỏe & chăm sóc sức khỏe, Người dẫn chương trình TV và Nhà văn & Giám đốc làm việc trong lĩnh vực điện ảnh và truyền hình. Cô cũng được biết đến là là KJ Miller.

## Tiểu sử
Kara Miller sinh ra ở Jamaica và được giáo dục ở Jamaica và ở Barbados tại trường trung học Harrison College. Năm 16 tuổi, cô đến Đại học Thế giới Đại Tây Dương và sau đó đến Somerville College, Oxford.

### Đạo diễn
Các tác phẩm được Miller đạo diễn  bao gồm: Nobody The Great (Chiến thắng Giải thưởng Khán giả bình chọn 'Phim truyện hay nhất' tại Liên hoan phim Cinequest); Những bộ phim ngắn từng đoạt giải thưởng (Cheese Makes You Dream, Elephant Palm Tree và How to Make Friends) đã được phát sóng trên HBO và BBC và đã chiếu tại các liên hoan phim như Liên hoan phim Sundance, Liên hoan phim Berlin và Liên hoan phim Luân Đôn.
Cô nằm trong Hội đồng quản trị của Học viện Nghệ thuật Điện ảnh và Truyền hình Anh BAFTA, Los Angeles.

### Sáng tác
Các tác phẩm sáng tác của Miller bao gồm: Lolapalooza, trong quá trình phát triển với Working Title Films; Boo! (BBC) và Jim Jam & Sunny (ITV). Cô cũng có nhiều tác phẩm sáng tác lĩnh vực nhà hát và BBC Radio 4 - Letting Yourself Go (White Open Spaces) đã được đề cử cho Giải thưởng South Bank Show.
Người chiến thắng giải thưởng Brit đột phá  và giải thưởng Hitchcock, giải thưởng "Tài năng mới nổi nhất" trên màn ảnh quốc gia và được lọt vào danh sách giải thưởng dành cho nhà làm phim mới của BBC.
Kara Miller đã xuất hiện trên nhiều chương trình bao gồm 50 Films To See Before You Die của Channel 4 và Trailblazers.